# Ashdudimmu

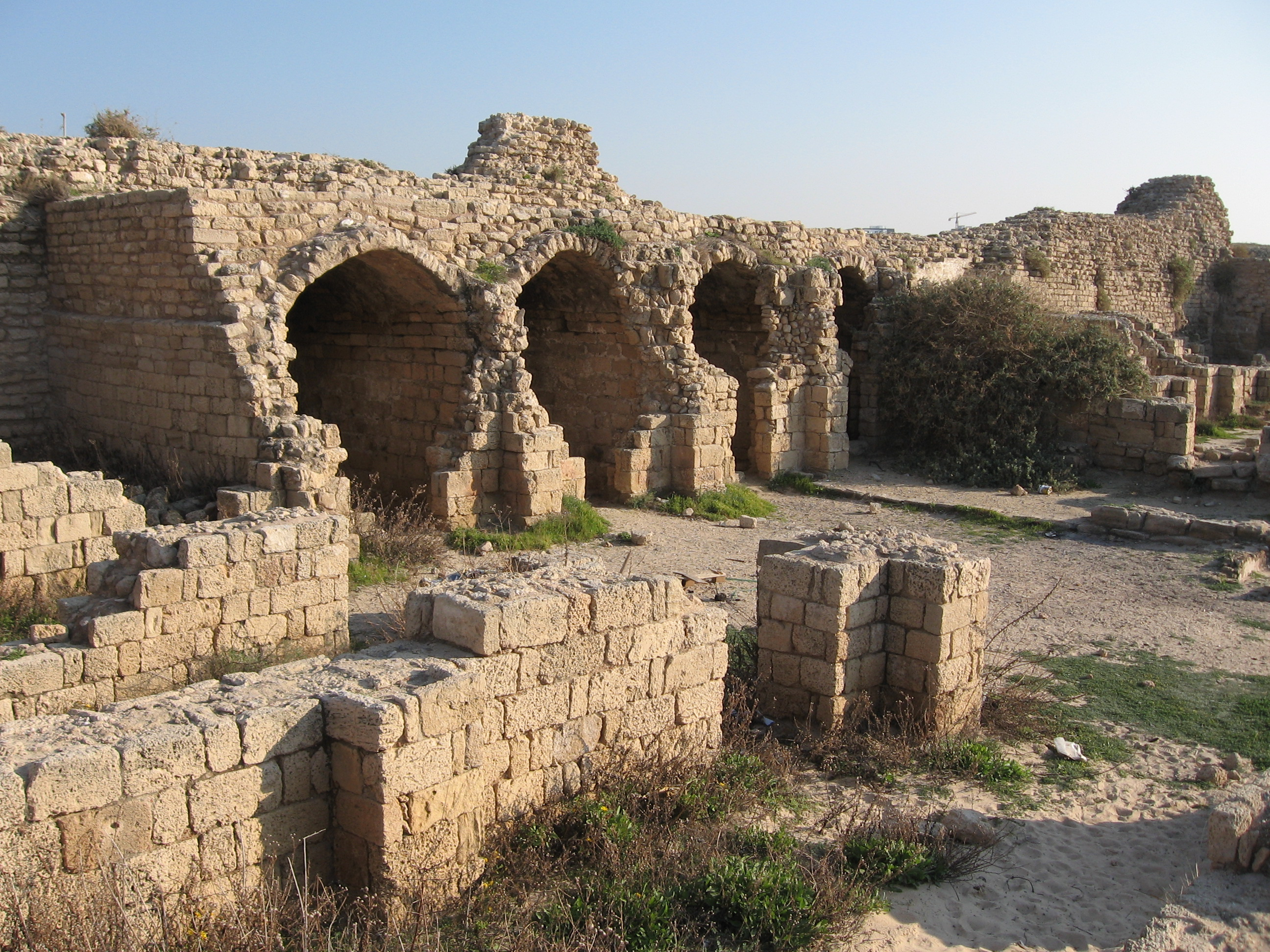
Ashdod Marítima, magatzem

Ashdudimmu, la moderna Ashdod-Yam, fou una antiga ciutat filistea de Palestina (el nom vol dir Ashdod marítima o Ashdod de lar) que amb el temps va esdevenir més important que l'Ashdod original situada a 5 km al nord-est (i a uns 2 km al nord de la moderna Ashdod). Actualment es troba en territori d'Israel.

## Història

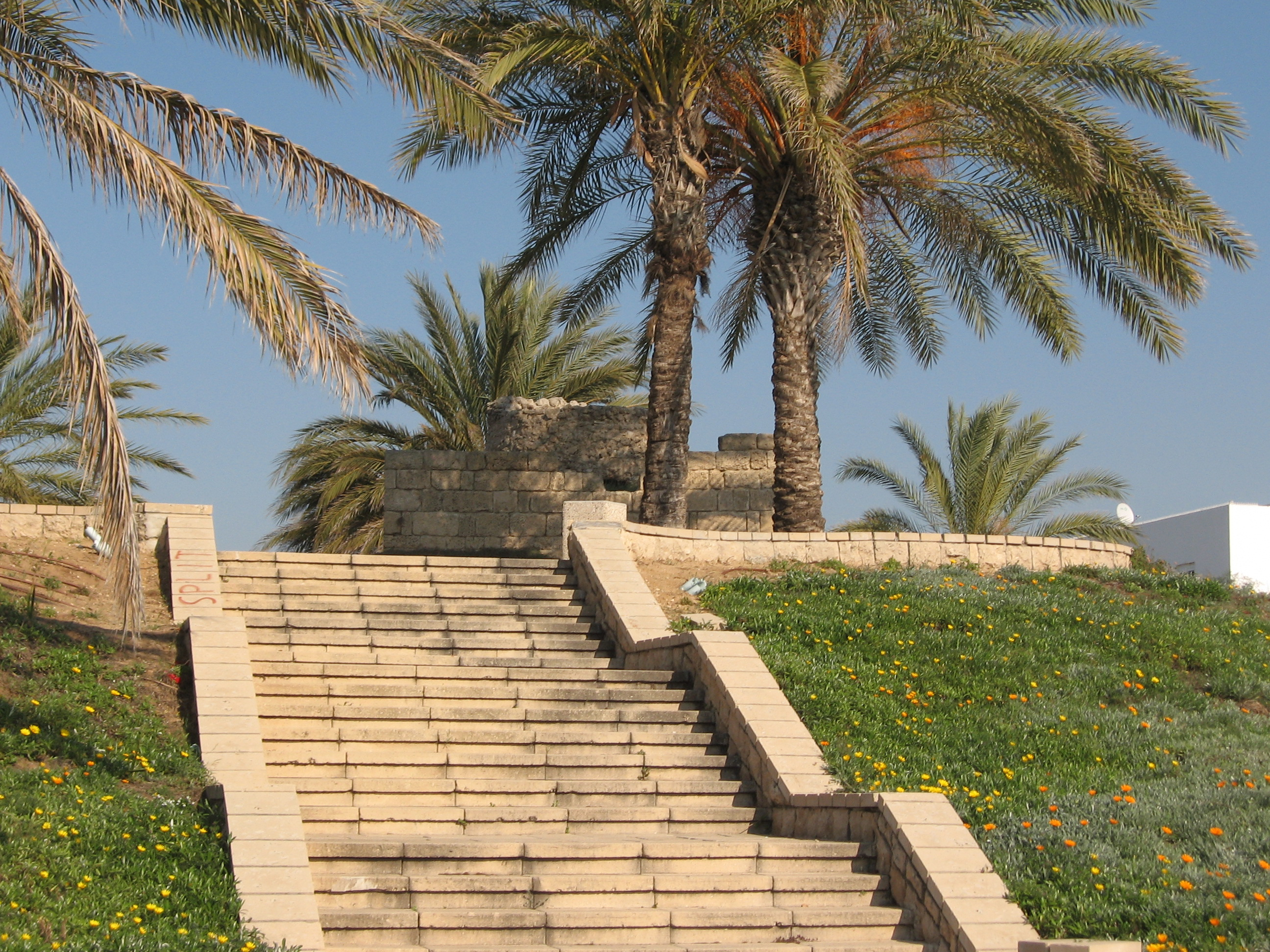
Ashdod Marítima, far

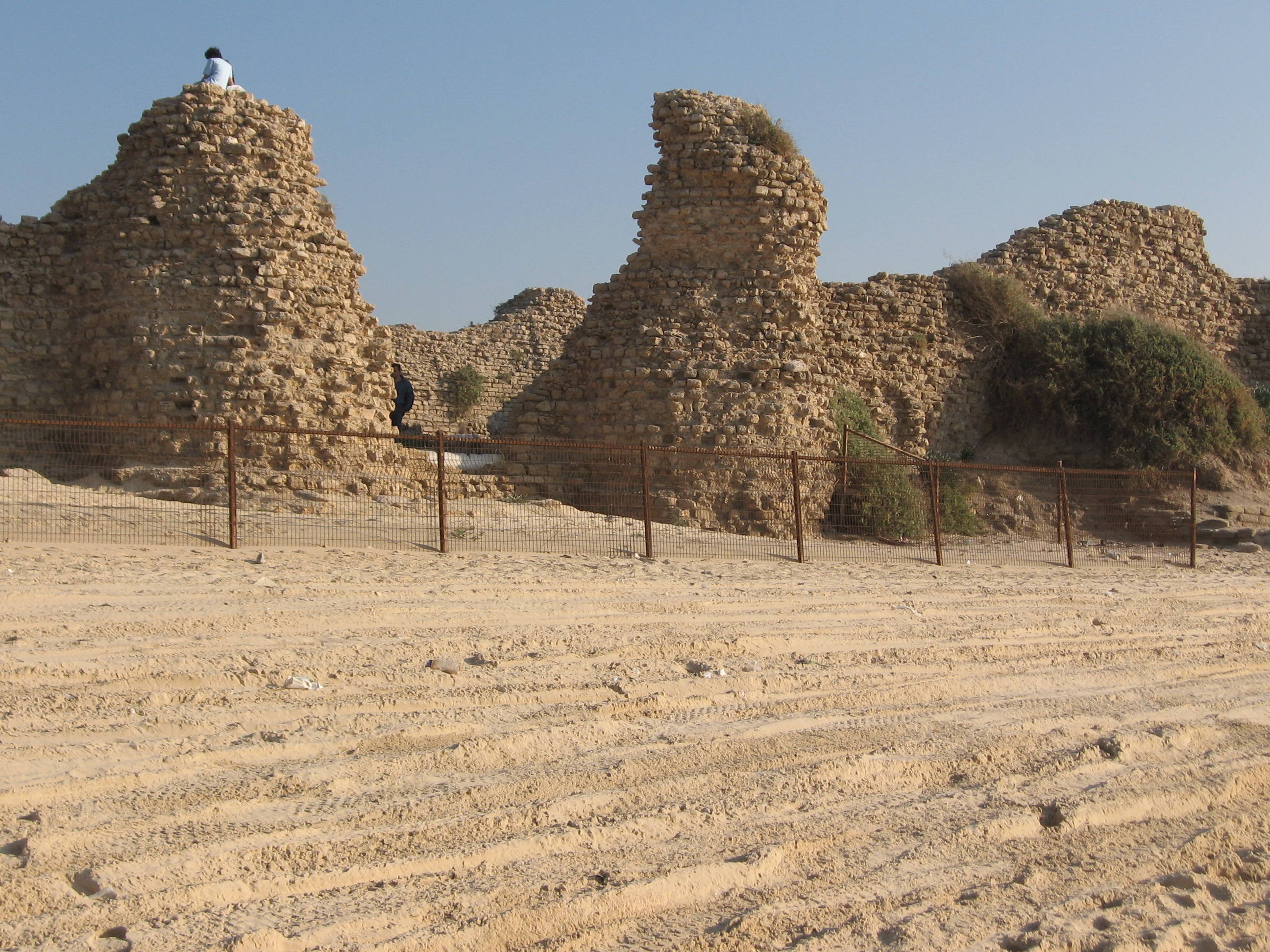
Ashdod Marítima, ciutadella

Egipte planejava retornar a Palestina i havia escollit per fer-ho la ciutat d'Ashod (Ashdod) on el rei local, Azuri, havia estat deposat per Sargon II en favor del seu germà Akhimiti, a causa de l'impagament del tribut. Contra Akhimiti va esclatar una revolta inspirada per Egipte, dirigida per un home anomenat Yaman o Yatnani, i el rei va resultar mort. Llavors Filistea, Moab, Edom i el regne de Judà van ser arrossegades cap al partit egipci. Ezequies regnava a Judà i va optar per l'aliança egípcia en contra dels consells d'Isaïes, el seu conseller. Sargon es va adonar de la importància de la revolta i va decidir actuar ràpidament; va marxar en persona i amb el tartan (comandant en cap); les tres ciutats controlades per Yaman, que eren Ashdod, Ashdudimmu i Gath (Gaimta) foren fàcilment ocupades (711 aC). Els altres estats van decidir no entrar a la guerra quan van veure que no arribava ajuda egípcia. Els habitants de les tres ciutats foren deportats i substituïts per altres colons.

## Arqueologia
És un jaciment arqueològic al sud de la moderna Ashdod i 5 km al sud-oest de la ciutat de Tel Ashdod on estava l'Ashdod històrica dels filisteus. Hi ha restes de l'edat del ferro, i un establiment comercial romà i romà d'Orient conegut com a Azotus Paraliyus amb un port al costat conegut com a Azotus Mesagius; les restes romanes d'Orient inclouen una gran església a uns 2 km al nord del jaciment de l'edat del ferro. La major part de l'àrea encara no ha estat excavada i està coberta de dunes d'arena. La ciutadella (Kalat al-Mina = Fortalesa del Port) d'Ashdod de mar fou construïda en el període fatimita.
El jaciment fou excavat per Jacob Kaplan del 1965 al 1968 pel Museu Eretz Isarel de Tel-Aviv i es van trobar una part de les muralles datades a la segona meitat del segle viii aC, i ceràmica; al segle vii aC hi va haver una segona fase d'ocupació però sense fortificar.